# Literaturjahr 2010
Liste der Literaturjahre

◄◄ | ◄ | 2006 | 2007 | 2008 | 2009 | Literaturjahr 2010 | 2011 | 2012 | 2013 | 2014 | ► | ►►

Weitere Ereignisse

## Ereignisse
- 01. Januar: Gründung der Edition Gegenwind, ein Label, das von der gleichnamigen Autorengemeinschaft insbesondere für die Selbstpublikation von Neuausgaben vergriffener Buchtitel genutzt wird.
- 18. Februar: Das Mannheimer Verlagshaus Brockhaus verkauft für 7,2 Millionen Euro das Manuskript der Memoiren des Giacomo Casanova („Histoire de ma vie“) an das französische Kulturministerium. Zu diesem Zeitpunkt ist es die höchste Summe, die jemals für ein Manuskript bezahlt wurde.[1]

- 18.–21. März: Leipziger Buchmesse

- 06.–10. Oktober: Frankfurter Buchmesse, Gastland Argentinien

## Geburts- und Jahrestage
- 01. Februar: 100. Todestag des deutschen Schriftstellers Otto Julius Bierbaum
- 15. Februar: 200. Todestag der US-amerikanischen Schriftstellerin Mary S. B. Dana
- 01. März: 400. Geburtstag des deutschen Schriftstellers Johann Balthasar Schupp
- 27. März: 200. Geburtstag des deutschen Satirikers Adolf Glaßbrenner
- 15. April: 100. Todestag des französischen Schriftstellers Jean Moréas
- 21. April: 100. Todestag des US-amerikanischen Schriftstellers Mark Twain
- 22. Mai: 100. Todestag des französischen Schriftstellers Jules Renard
- 05. Juni: 100. Todestag des US-amerikanischen Schriftstellers O. Henry
- 08. Juni: 100. Geburtstag des US-amerikanischen Schriftstellers John W. Campbell
- 13. Juni: 200. Todestag des deutschen Dichters Johann Gottfried Seume
- 17. Juni: 200. Geburtstag des deutschen Lyrikers Ferdinand Freiligrath
- 23. Juni: 100. Geburtstag des französischen Schriftstellers Jean Anouilh
- 28. Juni: 200. Geburtstag der deutschen Kinderbuchautorin Thekla von Gumpert
- 02. Juli: 100. Geburtstag des deutschen Schriftstellers C. C. Bergius
- 29. September: 200. Geburtstag der deutschen Schriftstellerin Elizabeth Gaskell
- 14. Oktober: 100. Todestag des deutschen Schriftstellers Rudolf Lindau
- 17. Oktober: 100. Todestag des deutschen Schriftstellers Kurd Laßwitz
- 07. November: 200. Geburtstag des deutschen Dichters Fritz Reuter
- 07./20. November: 100. Todestag des russischen Schriftstellers Lew Nikolajewitsch Tolstoi
- 08. November: 100. Geburtstag der deutschen Schriftstellerin Elfriede Brüning
- 08. November: 300. Geburtstag der britischen Schriftstellerin Sarah Fielding
- 11. November: 500. Todestag des Dichters Bohuslaus Lobkowicz von Hassenstein
- 15. November: 100. Todestag des deutschen Schriftstellers Wilhelm Raabe
- 11. Dezember: 200. Geburtstag des französischen Romantikers Alfred de Musset
- 19. Dezember: 100. Geburtstag des französischen Schriftstellers Jean Genet
- 19. Dezember: 100. Geburtstag des kubanischen Schriftstellers José Lezama Lima

## Neuerscheinungen
- Alles über Sally – Arno Geiger
- Am Rande der Schatten – Brent Weeks
- Anathem – Neal Stephenson
- Der Augensammler – Sebastian Fitzek
- Bis(s) zum ersten Sonnenstrahl – Das kurze zweite Leben der Bree Tanner – Stephenie Meyer
- Black Out – Andreas Eschbach
- Blinde Zeugen – Stuart MacBride
- Das brennende Land – Bernard Cornwell
- Die Demütigung – Philip Roth
- Deutscher Sohn – Alexander Wallasch, Ingo Niermann
- Deutschland macht dicht – Dietmar Dath
- Erebos – Ursula Poznanski
- Fegefeuer – Sofi Oksanen
- Freelander – Miljenko Jergović
- Freiheit – Jonathan Franzen
- Garou – Leonie Swann
- Goldstein. Gereon Raths dritter Fall – Volker Kutscher
- Hannas schlafende Hunde – Elisabeth Escher
- Herrscher des Lichts – Brandon Sanderson
- Kicker im Kleid – David Walliams
- Der Koch – Martin Suter
- Krieger des Feuers – Brandon Sanderson
- Der Lebenszyklus von Software-Objekten – Ted Chiang
- Lumpenroman – Roberto Bolaño
- Margos Spuren – John Green
- Mein Berliner Kind – Anne Wiazemsky
- Museum der vergessenen Geheimnisse – Oksana Sabuschko
- Nahe Null – Natan Dubowizki (d. i.: Wladislaw Surkow)
- Nichts – Janne Teller
- Nina und Paul – Thilo Reffert
- Of Thee I Sing – Barack Obama
- Oksa Pollock – Anne Plichota und Cendrine Wolf
- Der Omega-Punkt – Don DeLillo
- Pentito – Ein Mafioso packt aus – Marco Bettini
- Rabenliebe – Peter Wawerzinek
- Reckless. Steinernes Fleisch – Cornelia Funke und Lionel Wigram
- Romanzo Criminale – Giancarlo De Cataldo
- Schneller als der Tod – Josh Bazell
- Schuld – Ferdinand von Schirach
- Schwarze Schwestern – Chika Unigwe
- Solar – Ian McEwan
- Sonea: Die Hüterin – Trudi Canavan
- Die Stadt & Die Stadt – China Miéville
- Ein Sternenzelt aus Stuck (OA) – Goran Petrović
- Tage der Toten – Don Winslow
- Tage wie diese – Kompilation dreier Erzählungen
- Tauben fliegen auf – Melinda Nadj Abonji
- Der Tote im Dorfteich – Franziska Gehm
- Totengrund – Tess Gerritsen
- Towers of Midnight – Robert Jordan und Brandon Sanderson
- Tschick – Wolfgang Herrndorf
- Die Villa am Rande der Zeit – Goran Petrović
- The Way of Kings – Brandon Sanderson
- Welten – Iain Banks
- Winterspiele – Jean-Claude Mourlevat
- Wölfe – Hilary Mantel
- Das Zimmer – Andreas Maier
- Zwischen Nacht und Dunkel – Stephen King

### Sachliteratur
- Empört Euch! – Stéphane Hessel
- Der Feind aller: Der Pirat und das Recht – Daniel Heller-Roazen
- Hurra, wir dürfen zahlen – Ulrike Herrmann
- Kongo: Eine Geschichte – David Van Reybrouck
- Die zitternde Frau – Siri Hustvedt

### Weitere Literatur
- Beständig ist das leicht Verletzliche (Lyrik-Anthologie) – Wulf Kirsten (Hrsg.)
- Entwürfe zu einem dritten Tagebuch – Max Frisch (postum)
- Odysseus, Verbrecher. (Drama) – Christoph Ransmayr
- WEISS (Essay) – Ken’ya Hara

## Gestorben
- 01. Januar – Freya von Moltke
- 04. Januar – Bobi Zankow
- 05. Januar – Gisela Kraft
- 08. Januar – Eugenie Kain
- 12. Januar – Georges Anglade
- 13. Januar – Konrad Reich
- 17. Januar – Kurt Bartsch
- 17. Januar – Erich Segal
- 18. Januar – Robert B. Parker
- 19. Januar – Wladimir Karpow
- 20. Januar – Abraham Sutzkever
- 26. Januar – Louis Auchincloss
- 27. Januar – J. D. Salinger
- 31. Januar – Tomás Eloy Martínez
- 07. Februar – William Tenn
- 11. Februar – Helen Weinzweig
- 14. Februar – Dick Francis
- 17. Februar – Curt Letsche
- 22. Februar – Zdena Frýbová
- 23. Februar – Mervyn Jones
- 12. März – Miguel Delibes
- 12. März – Ernst Herhaus
- 04. April – Rudy Kousbroek
- 09. April – Inoue Hisashi
- 09. April – Kerstin Thorvall
- 14. April – Erika Burkart
- 14. April – Alice Miller
- 16. April – Carlos Franqui
- 17. April – Josef W. Janker
- 19. April – Heinz Gappmayr
- 23. April – Jan Balabán
- 23. April – Peter Porter
- 25. April – Alan Sillitoe
- 28. April – Pierre-Jean Rémy
- 28. April – Stefania Grodzieńska
- 03. Mai – Peter O’Donnell
- 13. Mai – Ilse Pohl
- 18. Mai – Edoardo Sanguineti
- 20. Mai – Robert Tralins
- 23. Mai – Michail Schatrow
- 28. Mai – Pál Békés
- 01. Juni – Andrei Wosnessenski
- 03. Juni – João Aguiar
- 14. Juni – Frithjof Fratzer
- 17. Juni – Christoph Wagner
- 18. Juni – José Saramago
- 21. Juni – Manfred Römbell
- 26. Juni – Adam Zielinski
- 27. Juni – Andreas Okopenko
- 02. Juli – Beryl Bainbridge
- 06. Juli – Matilde Rosa Araújo
- 06. Juli – Jan Blokker
- 12. Juli – Tuli Kupferberg
- 16. Juli – Bernhard C. Bünker
- 26. Juli – Brigitte Schwaiger
- 03. August – Jaime Semprun
- 10. August – Nancy Freedman
- 14. August – Herman Franke
- 15. August – Ghazi al-Gosaibi
- 17. August – Frank Kermode
- 17. August – Ludvík Kundera
- 18. August – Mori Sumio
- 21. August – Rodolfo Fogwill
- 27. August – Ravindra Kelekar
- 29. August – Albert Cornelis Baantjer
- 10. September – E. C. Tubb
- 11. September – Tadeus Pfeifer
- 05. Oktober – Bernard Clavel
- 14. Oktober – Heinrich Pleticha
- 20. Oktober – Eva Ibbotson
- 20. Oktober – Robert Katz
- 24. Oktober – Georges Haldas
- 25. Oktober – Vesna Parun
- 30. Oktober – Harry Mulisch
- 07. November – Swetlana Geier
- 09. November – Vitus B. Dröscher
- 15. November – Angèle Rawiri
- 20. November – Walter Helmut Fritz
- 21. November – Adelheid Dahimène
- 22. November – Eleanor Coerr
- 29. November – Bella Achmadulina
- 05. Dezember – David French
- 14. Dezember – Ruth Park
- 15. Dezember – Peter O. Chotjewitz
- 20. Dezember – Wolfgang Kudrnofsky
- 30. Dezember – Thomas Funck

## Literaturpreise 2010

### Deutsche Literaturpreise
- Adelbert-von-Chamisso-Preis: Terézia Mora; Abbas Khider und Nino Haratischwili (Förderpreis)
- Anna Seghers-Preis: Félix Bruzzone; Andreas Schäfer
- aspekte-Literaturpreis: Dorothee Elmiger für Einladung an die Waghalsigen
- Berliner Literaturpreis: Sibylle Lewitscharoff
- Bertolt-Brecht-Literaturpreis: Albert Ostermaier
- Calwer Hermann-Hesse-Preis für die Literaturzeitschrift poet
- Carl-Zuckmayer-Medaille: Emine Sevgi Özdamar
- Clemens-Brentano-Preis: Sven Hillenkamp für Das Ende der Liebe. Gefühle im Zeitalter unendlicher Freiheit
- Corine:
  - Belletristik: Hans Joachim Schädlich für Kokoschkins Reise
  - Publikumspreis: Carla Federico für Im Land der Feuerblume
  - Kinder- und Jugendbuch: John Green für Margos Spuren
  - Bilderwelten: Herlinde Koelbl für Mein Blick
  - Wirtschaftsbuch: Wolfgang Kersting für Verteidigung des Liberalismus
  - Zukunftspreis: William Kamkwamba, Bryan Mealer für Der Junge, der den Wind einfing. Eine afrikanische Heldengeschichte
  - für das Hörbuch von Jo Nesbø, Leopard, gelesen von Burghart Klaußner
  - Ehrenpreis des Bayerischen Ministerpräsidenten: Herbert Rosendorfer für sein Lebenswerk
- Deutscher Buchpreis: Melinda Nadj Abonji für Tauben fliegen auf
- Deutscher Erzählerpreis: Lutz Seiler für Die Erzählwaage
- Deutscher Jugendliteraturpreis:
  - Stian Hole (Text, Illustration) für Garmans Sommer (Bilderbuch)
  - Jean Regnaud (Text), Émile Bravo (Illustration), Meine Mutter ist in Amerika und hat Buffalo Bill getroffen (Kinderbuch)
  - Nadia Budde (Text, Illustration), Such dir was aus, aber beeil dich! (Jugendbuch)
  - Christian Nürnberger, Mutige Menschen (Sachbuch)
  - Suzanne Collins, Die Tribute von Panem (Jugendbuch)
  - Mirjam Pressler für ihr Gesamtwerk (Sonderpreis)
- Deutscher Science Fiction Preis: Karsten Kruschel für Vilm. Der Regenplanet, Vilm. Die Eingeborenen
- Friedrich-Gundolf-Preis: Şara Sayın
- Friedrich-Hölderlin-Preis der Stadt Bad Homburg: Georg Kreisler, Förderpreis: Eva Baronsky
- Fritz-Reuter-Preis (Hamburg): Arnold Hückstädt
- Georg-Büchner-Preis: Reinhard Jirgl
- Gerty-Spies-Literaturpreis: Günter Wallraff
- Geschwister-Scholl-Preis: Joachim Gauck für Winter im Sommer – Frühling im Herbst. Erinnerungen
- Gustav-Heinemann-Friedenspreis für Kinder- und Jugendbücher: Grit Poppe für Weggesperrt
- Hannelore-Greve-Literaturpreis: Lea Singer
- Heimito von Doderer-Literaturpreis: Anna Katharina Hahn und Heinrich Steinfest
- Heinrich-Heine-Preis (Stadt Düsseldorf): Simone Veil
- Heinrich-Mann-Preis: Michael Maar
- Hermann-Kesten-Preis: Liu Xiaobo
- Hilde-Domin-Preis für Literatur im Exil: Oleg Jurjew
- Hoffmann-von-Fallersleben-Preis: Herta Müller
- Hörspielpreis der Kriegsblinden: Thilo Reffert, für Die Sicherheit einer geschlossenen Fahrgastzelle
- Horst-Bienek-Preis für Lyrik: Friederike Mayröcker
- Hotlist: Flamingos von Ulrike Almut Sandig
- Ida-Dehmel-Literaturpreis: Ulla Hahn
- Internationaler Literaturpreis – Haus der Kulturen der Welt: Marie NDiaye als Autorin und Claudia Kalscheuer als Übersetzerin von Drei starke Frauen
- Jakob-Wassermann-Literaturpreis: Feridun Zaimoglu
- Joachim-Ringelnatz-Preis: Wulf Kirsten
- Johann-Heinrich-Merck-Preis: Karl-Markus Gauß
- Johann-Heinrich-Voß-Preis für Übersetzung: Zsuzsanna Gahse
- Joseph-Breitbach-Preis: Michael Krüger
- Kasseler Literaturpreis: Herbert Achternbusch
- Kleist-Preis: Ferdinand von Schirach
- Kranichsteiner Literaturpreis: Anne Weber; André Rudolph (Förderpreis)
- Kurd-Laßwitz-Preis: Andreas Eschbach für Ein König für Deutschland
- Kurt-Wolff-Preis: Klaus Wagenbach; Verlag Voland & Quist (Förderpreis)
- Leipziger Buchpreis zur Europäischen Verständigung: György Dalos
- LiBeraturpreis: Claudia Piñeiro für Elena weiß Bescheid
- Literaturpreis der Konrad-Adenauer-Stiftung: Cees Nooteboom
- Literatur- und Übersetzungspreis „Brücke Berlin“: László Krasznahorkai als Autor und Heike Flemming als Übersetzerin von Seiobo auf Erden
- Mainzer Stadtschreiber: Josef Haslinger
- Mara-Cassens-Preis: Sabrina Janesch für Katzenberge
- Marie Luise Kaschnitz-Preis: Mirko Bonné
- Max-Herrmann-Preis: Inge Jens
- Nicolas-Born-Preis: Gerd-Peter Eigner; Förderpreis: Leif Randt
- Paul-Celan-Preis: Rosemarie Tietze
- Peter-Huchel-Preis: Friederike Mayröcker für dieses Jäckchen (nämlich) des Vogel Greif
- Preis der Leipziger Buchmesse:
  - Georg Klein für Roman unserer Kindheit (Belletristik)
  - Ulrich Raulff für Kreis ohne Meister (Sachbuch und Essayistik)
  - Ulrich Blumenbach: David Foster Wallace, für Unendlicher Spaß als Übersetzer
- Preis der LiteraTour Nord: Matthias Politycki
- Preis der Literaturhäuser: Thomas Kapielski
- Preis der SWR-Bestenliste: Patrick Modiano
- Rattenfänger-Literaturpreis: Felicitas Hoppe, für Iwein Löwenritter
- Rheingau Literatur Preis: Jochen Schimmang
- Siegfried Unseld Preis: Sari Nusseibeh und Amos Oz
- Thomas-Mann-Preis: Christa Wolf
- Übersetzerbarke: Jürgen Dormagen im Suhrkamp-Verlag
- Übersetzerpreis der Kunststiftung NRW: Sabine Baumann
- Uwe-Johnson-Preis: Christa Wolf für Stadt der Engel
- Walter-Hasenclever-Literaturpreis: Ralf Rothmann
- Wilhelm-Raabe-Literaturpreis: Andreas Maier für Das Zimmer
- Wolfgang-Koeppen-Preis: Joachim Lottmann
- Würth-Preis für Europäische Literatur: Ilija Trojanow

### Internationale Literaturpreise
- Anton-Wildgans-Preis: Alois Hotschnig
- Bill Duthie Booksellers’ Choice Award: Brian Brett, Trauma Farm: A Rebel History of Rural Life
- Bisto Book of the Year Award: Marie-Louise Fitzpatrick für There
- Bollinger Everyman Wodehouse Prize: Ian McEwan, Solar
- Cervantespreis: Ana María Matute
- Constantijn Huygensprijs: A. L. Snijders
- Danuta Gleed Literary Award: Sarah Roberts, Wax Boats
- Drachmannlegatet: Dorrit Willumsen
- Erich-Fried-Preis: Terézia Mora
- Europäischer Preis für Literatur: Tony Harrison
- Finlandia-Preis: Mikko Rimminen, Nenäpäivä
- Franz-Kafka-Literaturpreis: Václav Havel
- Governor General’s Award for Fiction: Dianne Warren, Cool Water
- Grand Prix de la Francophonie de l’Académie Française: Jean Métellus
- Hans Christian Andersen Preis: David Almond (Autor); Jutta Bauer (Illustratorin)
- Ingeborg-Bachmann-Preis: Peter Wawerzinek
- International IMPAC Dublin Literary Award: Boven is het stil von Gerbrand Bakker
- Irish Book Awards (Auswahl):
  - Roman: Emma Donoghue, Room
  - Jugendbuch: Derek Landy, Skulduggery Pleasant: Mortal Coil
  - Sportbuch: Johnny Giles, A Football Man – My Autobiography
  - Lifetime Achievement Award: Maeve Binchy
- Kerry Group Irish Fiction Award: John Banville für The Infinities
- Kritikerprisen (Dänemark): Christina Hesselholdt für Camilla – og resten af selskabet
- Kritikerprisen (Norwegen): Beate Grimsrud für En dåre fri
- Leo-Perutz-Preis: Stefan Slupetzky
- Literaturpreis des Nordischen Rates: Sofi Oksanen, Puhdistus (Fegefeuer)
- Lieutenant Governor’s Award for Literary Excellence: Stan Persky
- Man Booker Prize for Fiction: Howard Jacobson, The Finkler Question
- Matt-Cohen-Preis: Myrna Kostash
- Lyrikpreis Meran: Andre Rudolph
- Nadal-Literaturpreis: Clara Sánchez, Lo que esconde tu nombre
- National Book Award:
  - Jaimy Gordon: Lord of Misrule (Prosa)
  - Patti Smith: Just Kids (Sachbuch)
  - Terrance Hayes: Lighthead (Lyrik)
  - Kathryn Erskine: Mockingbird (Jugendbuch)
- Nike:
  - Tadeusz Słobodzianek: Nasza klasa (Hauptpreis)
  - Magdaleny Grochowskiej: Jerzy Giedroyc. Do Polski ze snu (Publikumspreis)
- Nobelpreis für Literatur: Mario Vargas Llosa
- O.-Henry-Preis: Daniyal Mueenuddin: A Spoiled Man; James Lasdun: Oh, Death; William Trevor: The Woman of the House
- Orange Prize for Fiction: Barbara Kingsolver für The Lacuna
- Orwell Award: Michael Pollan
- Orwell Prize: Andrea Gillies für Keeper
- Österreichischer Staatspreis für Europäische Literatur: Paul Nizon
- Palle-Rosenkrantz-Preis: Jo Nesbø
- PEN/Faulkner Award: Sherman Alexie, War Dances
- Petrarca-Preis: Erri De Luca – Pierre Michon
- Prémio Camões: Ferreira Gullar
- Premio Planeta: Eduardo Mendoza, Riña de gatos
- Prinz-von-Asturien-Preis für Literatur: Amin Maalouf
- Prix de l’Essai: Un cœur intelligent von Alain Finkielkraut
- Prix Femina: Patrick Lapeyre, La vie est brève et le désir sans fin
- Prix Femina Étranger: Sofi Oksanen, Purge (Fegefeuer)
- Prix de Flore: Abdellah Taïa für Le Jour du roi
- Prix Goncourt (Roman): La carte et le territoire von Michel Houellebecq
- Prix Mallarmé: Robert Marteau, Le Temps ordinaire
- Prix Médicis: Maylis de Kerangal, Naissance d’un pont
- Prix Médicis étranger: David Vann, Sukkwan Island
- Pulitzer-Preis:
  - Paul Harding: Tinkers (Roman)
  - Tom Kitt/Brian Yorkey: Next to Normal (Drama)
  - Rae Armantrout: Versed (Lyrik)
  - David E. Hoffman: The Dead Hand. The Untold Story of the Cold War Arms Race and Its Dangerous Legacy (Sachbuch)
- Rauriser Literaturpreis: Thomas Klupp, Paradiso; Martin Fritz (Förderpreis)
- Riksmålsforbundets litteraturpris: Peter Normann Waage
- Riverton-Preis: Chris Tvedt, Dødens sirkel
- Robert-Walser-Preis: Patrick Hofmann, Die letzte Sau
- Rogers Writers’ Trust Fiction Prize: Emma Donoghue, Room
- Rooney Prize for Irish Literature: Leanne O’Sullivan
- Runeberg-Preis: Kari Hotakainen, Ihmisen osa
- Samuel-Bogumil-Linde-Preis: Adam Krzemiński – Karl Schlögel
- Schweizer Buchpreis: Melinda Nadj Abonji, Tauben fliegen auf
- Somerset Maugham Award:
  - Helen Oyeyemi für White is for Witching
  - Jacob Polley für Talk of the Town
  - Ben Wilson für What Price Liberty?
- Søren-Gyldendal-Preis: Tom Buk-Swienty
- Tomas Tranströmerpriset: Kjell Espmark
- Vicky Metcalf Award: Polly Horvath
- William-Dean-Howells-Medaille: Shadow Country von Peter Matthiessen
- Wingate Literary Prize: Adina Hoffman
- Yunus-Nadi-Preis:
  - Adnan Gerger (Roman)
  - Yekta Kopan und Ayşegül Çelik (Erzählung)
  - Metin Demirtaş (Lyrik)

## Verwandte Preise und Ehrungen
- Balzan-Preis: Manfred Brauneck – Carlo Ginzburg
- Friedenspreis des Deutschen Buchhandels: David Grossman
- Goethe-Medaille: Ágnes Heller – Fuad Rifka – John Spalek
- Kulturpreis der Stadt Kiel: Feridun Zaimoglu
- Schillerpreis der Stadt Mannheim: Jan Philipp Reemtsma
- Sigmund-Freud-Preis für wissenschaftliche Prosa: Luca Giuliani
- Sonning-Preis: Hans Magnus Enzensberger